# Saint-Martin-d'Écublei
Pour les articles homonymes, voir Saint-Martin.
Saint-Martin-d'Écublei est une commune française, située dans le département de l'Orne en région Normandie, peuplée de 630 habitants.

## Géographie

### Localisation
La commune de Saint-Martin-d'Écublei est située en France, au sud du pays d'Ouche, dans le département de l'Orne et est limitrophe de l'Eure. Son bourg est à 4,5 km au sud-ouest de Rugles et à 5 km au nord-est de L'Aigle.
Elle s'étend sur 1 195 hectares, mesure sept kilomètres de longueur sur une largeur de 3 kilomètres aux points les plus éloignés.

### Géologie et relief
L'altitude de la commune varie entre un minimum de 182 mètres et un maximum de 248 mètres, soit une altitude moyenne de 215 mètres.
Craie turonienne.

### Sismicité
Commune située dans une zone de sismicité très faible.

### Hydrographie
La commune est située dans le bassin Seine-Normandie. Elle est drainée par la Risle, le Cauche, le Finard et un bras de la Risle,,.
La Risle, d'une longueur de 145 km, prend sa source dans la commune de Planches et se jette  dans la Seine à Berville-sur-Mer, après avoir traversé 52 communes. 

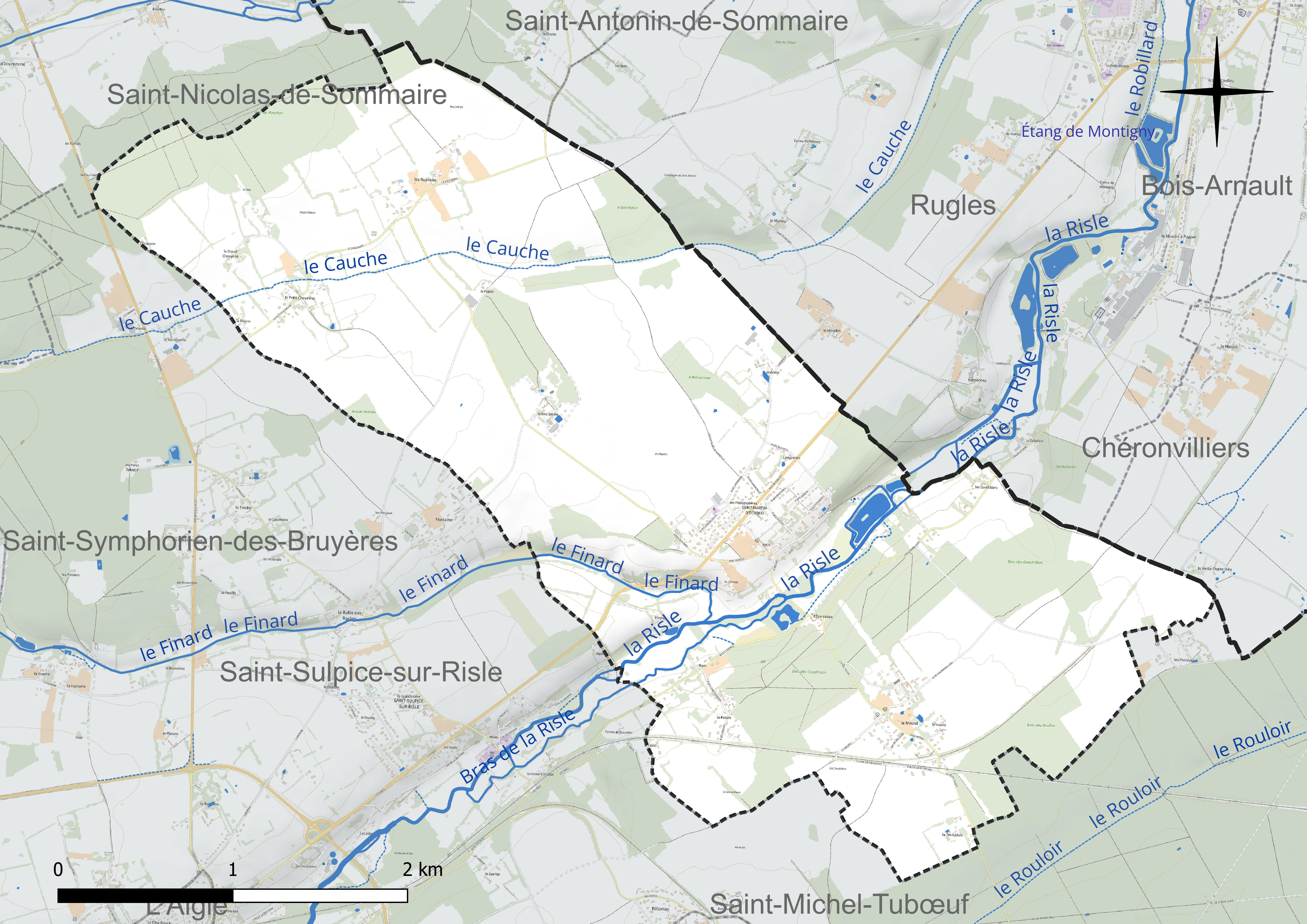
Réseau hydrographique de Saint-Martin-d'Écublei.

Le Cauche, d'une longueur de 11 km, prend sa source dans la commune de Saint-Symphorien-des-Bruyères et se jette  dans la Risle à Rugles, après avoir traversé cinq communes. 
Le Finard, d'une longueur de 11 km, prend sa source dans la commune de Rai et se jette  dans la Risle sur la commune, après avoir traversé cinq communes. 

### Voies de communication et transports

#### Voies routières
- Commune située à 5 km de L'Aigle et 3 km de Saint-Sulpice-sur-Risle, par la D 930.

#### Transports en commun
- Gare de L'Aigle.
- Aérodrome de L'Aigle - Saint-Michel.
- Aéroport de Caen-Carpiquet (138 km).
- Aéroport Rouen Vallée de Seine (98 km).
- Ancienne ligne de Saint-Martin-d'Écublei à Conches[9].

| Saint-Nicolas-de-Sommaire | Saint-Antonin-de-Sommaire (Eure) | Rugles (Eure)           |
| Saint-Sulpice-sur-Risle   | Saint-Martin-d'Écublei           | Chéronvilliers (Eure)   |
| Saint-Sulpice-sur-Risle   | Saint-Sulpice-sur-Risle          | Saint-Sulpice-sur-Risle |

## Toponymie
Le nom de la localité est attesté sous les formes Escublaio au XIe e, Escubleyo en 1350, Scublatum (lire Scublacum).
Il s'agit d'une formation gauloise ou gallo-romaine en -(i)acum,, suffixe d'origine celtique servant à la localisation, puis à définir la propriété. Le premier élément Écubl- représente l’anthroponyme gaulois ou gallo-romain Scopilius ou Scopilus,.
Homonymie avec Écublé (Eure-et-Loir, Escublé 1250) et Escoublac (Loire-Atlantique, de Scublaco 1050)
L'élément Saint-Martin- atteste un culte lié à la pénétration du christianisme dans les milieux ruraux et parallèle à la mise en place de l'organisation territoriale à l'époque mérovingienne (Ve au VIIe siècle), saint Martin, évêque de Tours de la deuxième moitié du IVe siècle, dont une statue de pierre datant du XVIIe occupait la niche au-dessus du porche de l'église, a donné son nom à de nombreuses paroisses en Normandie.
Remarques : Au cours de la période révolutionnaire de la Convention nationale (1792-1795), la commune a porté le nom d'Écubley-sur-Rille, voire Écubley sur Ille. Le bulletin des lois la cite sous le nom de Saint-Martin-d'Embley en 1801, ce qui est une erreur manifeste. Plus récemment et de manière globale, le conseil général de l'Orne a fait modifier la graphie de tous les toponymes termninés par -y en les faisant remplacer par un -i, de la même manière, il a simplifié les graphies des toponymes du type Mesnil en Ménil, etc.
Le gentilé est Écublein ou les Écubléen.

## Histoire
Des haches ont été mises au jour sur le territoire, datées — avec beaucoup de réserves — de l'Âge du bronze.
L’abbé Duval, écarté de ses fonctions en novembre 1791, du fait qu’il n’avait pas voulu reconnaître l’évêque constitutionnel du département, a été inhumé en 1826 au cimetière de la paroisse.
Émile Picot, fut maire de cette commune de 1908 à 1918, et président de la Société libre de l'Eure et de la Société de l'histoire de Normandie. Il a écrit de nombreux ouvrages,.

## Politique et administration
| Période                                  | Période   | Identité                              | Étiquette | Qualité |
| ---------------------------------------- | --------- | ------------------------------------- | --------- | --- |
| 1813                                     | 1823      | Narcisse-Samson des Fontaines         |           | |
| 1825                                     | 1830      | Auguste Alexandre Narcisse Defontaine |           | |
| 18…                                      | 18…       | F. Quatravaux                         |           | |
| 1886                                     | mars 1902 | Bernard Fleury                        |           | |
| 06-1902                                  | 19…       | Alphonse Marais                       |           | |
| 1909                                     | 1918      | Émile Picot,                          |           | Avocat à la Cour d’appel de Paris, membre de l’Institut de France, et Chevalier de la Légion d’honneur en 1906 |
| 1989                                     | mars 2008 | Claude Delahaye                       | SE        | Documentaliste                                                                                                 |
| mars 2008                                | mai 2020  | Jean-Pierre Lambla                    | SE        | Chargé d'affaires                                                                                              |
| mai 2020                                 | En cours  | Franck Gaultier                       | SE        | Commercial |
| Les données manquantes sont à compléter. |           |                                       |           | |

Le conseil municipal est composé de quinze membres dont le maire et trois adjoints.

### Intercommunalité
Saint-Martin-d'Écublei est membre de la communauté de communes des Pays de L'Aigle.
Les élus du Pays d'Argentan Pays d'Auge Ornais (PAPAO) et du Pays d'Ouche ont par ailleurs émis le souhait de travailler à la mise en place d’un schéma de cohérence territoriale (SCOT) et d’un syndicat mixte de SCOT communs sur leurs deux territoires. Le périmètre du SCOT envisagé comprendrait dix communautés de communes, pour 161 communes et 77 333 habitants.

## Démographie
L'évolution du nombre d'habitants est connue à travers les recensements de la population effectués dans la commune depuis 1793. Pour les communes de moins de 10 000 habitants, une enquête de recensement portant sur toute la population est réalisée tous les cinq ans, les populations de référence des années intermédiaires étant quant à elles estimées par interpolation ou extrapolation. Pour la commune, le premier recensement exhaustif entrant dans le cadre du nouveau dispositif a été réalisé en 2005.
En 2022, la commune comptait 630 habitants, en évolution de −1,87 % par rapport à 2016 (Orne : −3,21 %, France hors Mayotte : +2,11 %).
| 1793 | 1800 | 1806 | 1821 | 1836 | 1841 | 1846 | 1851 | 1856 |
| ---- | ---- | ---- | ---- | ---- | ---- | ---- | ---- | ---- |
| 422  | 444  | 476  | 418  | 429  | 419  | 490  | 459  | 381  |

| 1861 | 1866 | 1872 | 1876 | 1881 | 1886 | 1891 | 1896 | 1901 |
| ---- | ---- | ---- | ---- | ---- | ---- | ---- | ---- | ---- |
| 372  | 405  | 370  | 357  | 356  | 350  | 385  | 383  | 387  |

| 1906 | 1911 | 1921 | 1926 | 1931 | 1936 | 1946 | 1954 | 1962 |
| ---- | ---- | ---- | ---- | ---- | ---- | ---- | ---- | ---- |
| 362  | 378  | 341  | 399  | 353  | 408  | 348  | 364  | 349  |

| 1968 | 1975 | 1982 | 1990 | 1999 | 2005 | 2006 | 2010 | 2015 |
| ---- | ---- | ---- | ---- | ---- | ---- | ---- | ---- | ---- |
| 328  | 322  | 405  | 505  | 499  | 551  | 550  | 610  | 641  |

| 2020 | 2022 | - | - | - | - | - | - | - |
| ---- | ---- | - | - | - | - | - | - | - |
| 637  | 630  | - | - | - | - | - | - | - |

## Économie

### Entreprises et commerces

#### Agriculture
- Agriculteurs et éleveurs.

#### Tourisme
- Gîtes de France[32].
- Hôtels à L'Aigle.

#### Commerces, services et industrie
- Artisans locaux.
- La commune de Saint-Martin-d'Écublei dénombrait, en 1841, trente-neuf tréfileurs et tréfileuses résidant principalement aux Gondrillers mais aussi au Mesnil, à Landrière, au Lentil et à Boni.
  - En 1886, la commune comptait, en tout, 53 ouvriers et 87 personnes vivant de l'industrie.

### Budget et fiscalité
Les comptes 2008 à 2018 de la commune s’établissent comme suit,:  
| Produits de fonctionnement                        | 259 € | 258 € | 283 € | 295 € | 361 € | 343 € | 258 € | 188 € | 166 € | 172 € | 173 € |
| Charges de fonctionnement                         | 223 € | 250 € | 254 € | 250 € | 312 € | 286 € | 223 € | 143 € | 123 € | 151 € | 136 € |
| Ressources d’investissement                       | 37 €  | 18 €  | 16 €  | 52 €  | 100 € | 48 €  | 9 €   | 32 €  | 114 € | 22 €  | 48 €  |
| Emplois d’investissement                          | 88 €  | 30 €  | 53 €  | 89 €  | 36 €  | 52 €  | 54 €  | 96 €  | 45 €  | 56 €  | 56 €  |
| Dette                                             | 179 € | 159 € | 145 € | 172 € | 153 € | 133 € | 113 € | 91 €  | 74 €  | 38 €  | 86 €  |
| Source : Ministère de l’Économie et des Finances: |       |       |       |       |       |       |       |       |       |       |       |

| Postes                                                                                   | en milliers d’€ | en € par habitant | Moyenne de la strate |
| ---------------------------------------------------------------------------------------- | --------------- | ----------------- | -------------------- |
| Taxe d’habitation (y compris THLV) : taux voté :9,93 %                                   | 636 €           | 962 €             | 1 131 €              |
| Taxe foncière sur les propriétés bâties : taux voté : 17,30 %                            | 381 €           | 576 €             | 957 €                |
| Taxe foncière sur les propriétés non bâties : taux voté : 26,95 %                        | 53 €            | 81 €              | 63 €                 |
| Taxe additionnelle à la taxe foncière sur les propriétés non bâties : taux voté : 0,00 % | 0 €             | 0 €               | 0 €                  |
| Cotisation foncière des entreprises : taux voté : 0,00 %                                 | 0 €             | 0 €               | 0 €                  |
| Source : Ministère de l’Économie et des Finances:                                        |                 |                   |                      |

### Climat
Pour des articles plus généraux, voir Climat de la Normandie et Climat de l'Orne.
En 2010, le climat de la commune est de type climat océanique dégradé des plaines du Centre et du Nord, selon une étude du CNRS s'appuyant sur une série de données couvrant la période 1971-2000. En 2020, Météo-France publie une typologie des climats de la France métropolitaine dans laquelle la commune est dans une zone de transition entre le climat océanique et le climat océanique altéré et est dans la région climatique Normandie (Cotentin, Orne), caractérisée par une pluviométrie relativement élevée (850 mm/a) et un été frais (15,5 °C) et venté. Parallèlement le GIEC normand, un groupe régional d’experts sur le climat, différencie quant à lui, dans une étude de 2020, trois grands types de climats pour la région Normandie, nuancés à une échelle plus fine par les facteurs géographiques locaux. La commune est, selon ce zonage, exposée à un « climat contrasté des collines », correspondant au Pays d'Ouche et au Perche et bénéficiant d’un caractère continental affirmé avec des précipitations atténuées et des amplitudes thermiques fortes.
Pour la période 1971-2000, la température annuelle moyenne est de 9,9 °C, avec une amplitude thermique annuelle de 14 °C. Le cumul annuel moyen de précipitations est de 739 mm, avec 12,1 jours de précipitations en janvier et 8,2 jours en juillet. Pour la période 1991-2020, la température moyenne annuelle observée sur la station météorologique la plus proche, située sur la commune de L'Aigle à 5 km à vol d'oiseau, est de 10,6 °C et le cumul annuel moyen de précipitations est de 729,7 mm,. Pour l'avenir, les paramètres climatiques de la commune estimés pour 2050 selon différents scénarios d’émission de gaz à effet de serre sont consultables sur un site dédié publié par Météo-France en novembre 2022.

## Urbanisme

### Typologie
Au 1er janvier 2024, Saint-Martin-d'Écublei est catégorisée commune rurale à habitat dispersé, selon la nouvelle grille communale de densité à sept niveaux définie par l'Insee en 2022.
Elle est située hors unité urbaine. Par ailleurs la commune fait partie de l'aire d'attraction de L'Aigle, dont elle est une commune de la couronne,. Cette aire, qui regroupe 32 communes, est catégorisée dans les aires de moins de 50 000 habitants,.

### Occupation des sols
L'occupation des sols de la commune, telle qu'elle ressort de la base de données européenne d’occupation biophysique des sols Corine Land Cover (CLC), est marquée par l'importance des territoires agricoles (76,1 % en 2018), une proportion identique à celle de 1990 (76,1 %). La répartition détaillée en 2018 est la suivante : 
terres arables (46,6 %), prairies (25,9 %), forêts (23,9 %), zones agricoles hétérogènes (3,6 %). L'évolution de l’occupation des sols de la commune et de ses infrastructures peut être observée sur les différentes représentations cartographiques du territoire : la carte de Cassini (XVIIIe siècle), la carte d'état-major (1820-1866) et les cartes ou photos aériennes de l'IGN pour la période actuelle (1950 à aujourd'hui).

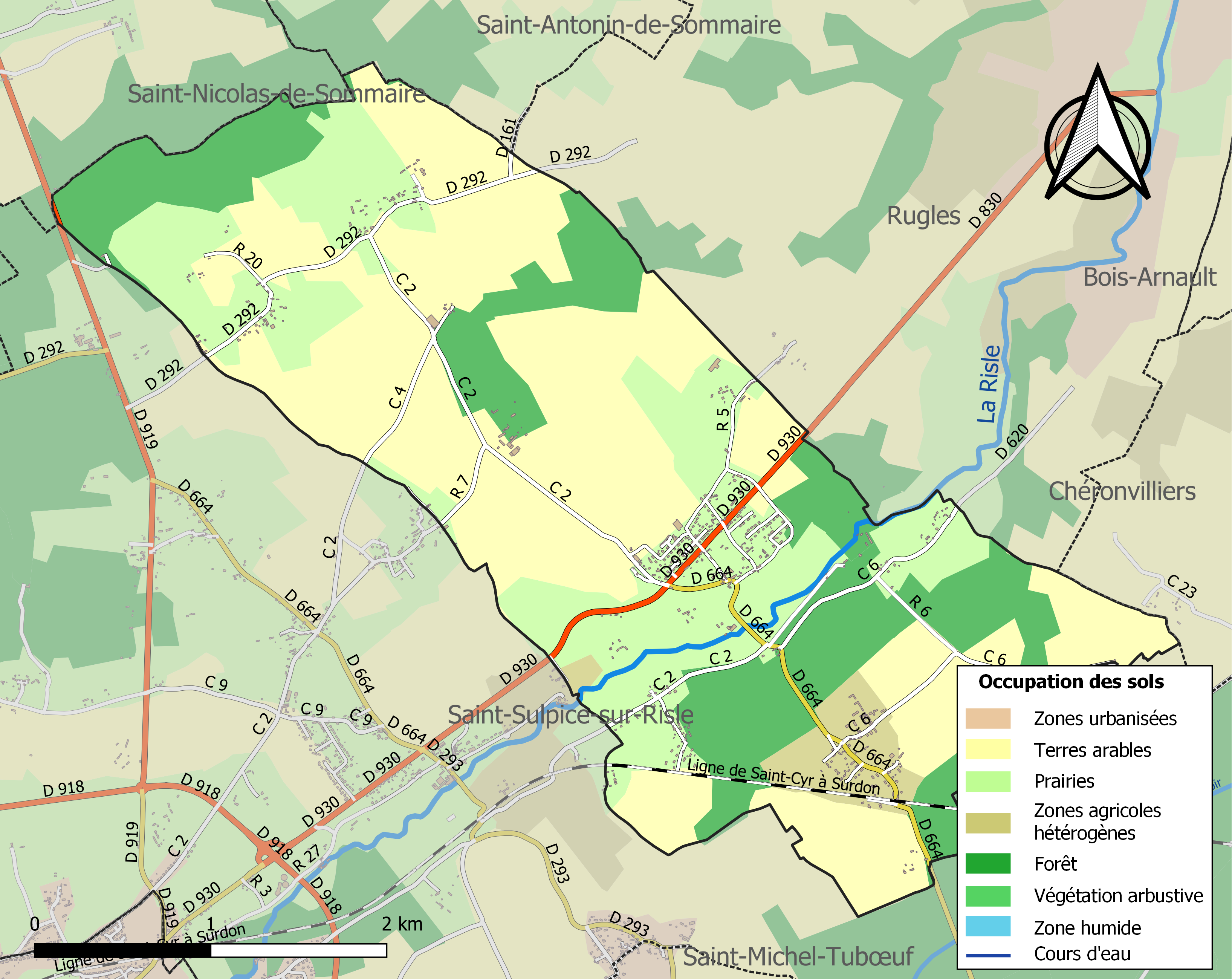
Carte des infrastructures et de l'occupation des sols de la commune en 2018 (CLC).

## Lieux et monuments
- Le menhir d'Écublai[50], encore appelé le gravois de Gargantua, décrit par F. Galleron en 1828, se trouve au lieu-dit la Ferme d'Écublei (aujourd'hui situé sur la commune voisine de Saint-Sulpice-sur-Risle). atteste l'occupation humaine à la période néolithique (400 à 1500 avant Jésus-Christ).
- La fontaine Saint-Santin[51], source ferrugineuse connue dès l'époque gallo-romaine (50 avant Jésus-Christ à 481 après Jésus-Christ) pour ses vertus curatives.
- La voie romaine no 3 de Condé-sur-Iton à Bayeux, encore appelée chemin Perré, longeait la rive gauche de la Risle et drainait les activités de la région.
- Une motte féodale existait au Haut Moyen Âge[52], puis un château connu au XIe siècle, au lieu-dit la Ferme d'Écublei près duquel, d'après G. Vaugeois, l'historien aiglon, on apercevait encore à la fin du XIXe siècle « les traces des anciens fossés du château d'où le propriétaire actuel a fait tirer depuis peu des pierres des anciennes fondations ».
- L'église[53]. Construite en deux temps, l'église dédiée à saint Martin, se dresse sur le versant nord de la vallée de la Risle. La nef, partie la plus ancienne de l'édifice, date du XVIIIe siècle, tandis que le chœur et la sacristie ont été ajoutés au XIXe siècle. Cependant la présence de fenêtres à meneaux fait plutôt penser à des parties du XVe siècle. Deux plaques encastrées dans la maçonnerie permettent de dater l'édifice : la première dans la nef au-dessus du transept, indique Anno Domini 1772, la seconde, à l'extérieur de la sacristie, côté est, porte l'inscription suivante 1860, bâtie par les soins de M. X(avier) de Fontaines Président du Conseil de la Fabrique, Étaient Curé : M. V. Lucas (Ch(anoine)H(onoraire) de Séez, Maire M. F. Quatravaux, trésorier M. F. Monnier[54]. La paroisse de Saint Martin d’Ecublei a été rouverte au culte en conformité avec la circulaire du sous-préfet du quatrième arrondissement communal du département de l’Orne en date du 30 juillet 1802. Cette mesure a été prise dans le cadre du régime concordataire français, dans l’année suivant  la signature du « Concordat » , le  15 juillet 1801 , entre Bonaparte 1er Consul, et le pape Pie VII. Ce traité établissait notamment les attributions de chacun quant à la pratique religieuse du fait que, par décision de la Révolution française, les domaines et les possessions de l’Église (bâtiments, objets, terres agricoles, bois et forêts) avaient été déclarées bien national ou Domaine national par le décret des biens du clergé mis à la disposition de la Nation du 2 novembre 1789.
- Le château du Mesnil, construit de 1766 à 1868 (les deux tours qui bordent l'entrée principale sud portent les dates 1766 et 1767). Le nom de Mesnil, issu de mansus (petite exploitation ou habitat) indique l'origine de cette demeure seigneuriale. Le château (propriété d'Émile Picot entre 1905 et 1918) et le parc ont été acquis en 1947 par la ville de Pantin qui les utilise encore aujourd'hui comme centre de loisirs[55],[56]. Le château a par ailleurs accueilli une plate-forme télégraphique du réseau "Claude Chappe" relais réalisé lors de la création de cette liaison entre Paris et Brest[57]. Ce poste télégraphique sera remplacé par la tour du Buat, aujourd'hui sur la commune de Saint-Michel-Tubœuf.
- Le château du Bois-Bertre et sa chapelle[58] ont été construits en 1824 sur l'emplacement d'une motte féodale par le baron de Saillard qui fit dessiner son parc par le comte de Choulot célèbre paysagiste du XIXe qui dessina les jardins du Vesinet. Le toponyme Bois-Tertre permet de dater vers le XIIe siècle un site fortifié. Le château accueille aujourd'hui ses visiteurs en chambres d'hôtes.
- Le château des Gondrilliers[59].
- La Tréfilerie établie en 1807 par Louis Fleuri à l'emplacement d'un moulin à blé. La commune possède en effet un riche patrimoine industriel : la tréfilerie des Gondrillers[60] qui employait en 1856 une cinquantaine d'ouvriers[61].
- Le manoir du Lentil datant du XVIe siècle.
- Le moulin de la Chaise. Au départ, moulin à blé puis transformée vers 1867 en tréfilerie et usine métallurgique[62],[63].
- Le lavoir communal[64], avec son mécanisme permettant aux lavandières de travailler au fil de l'eau.
- Le four à pain à la Rolerie.

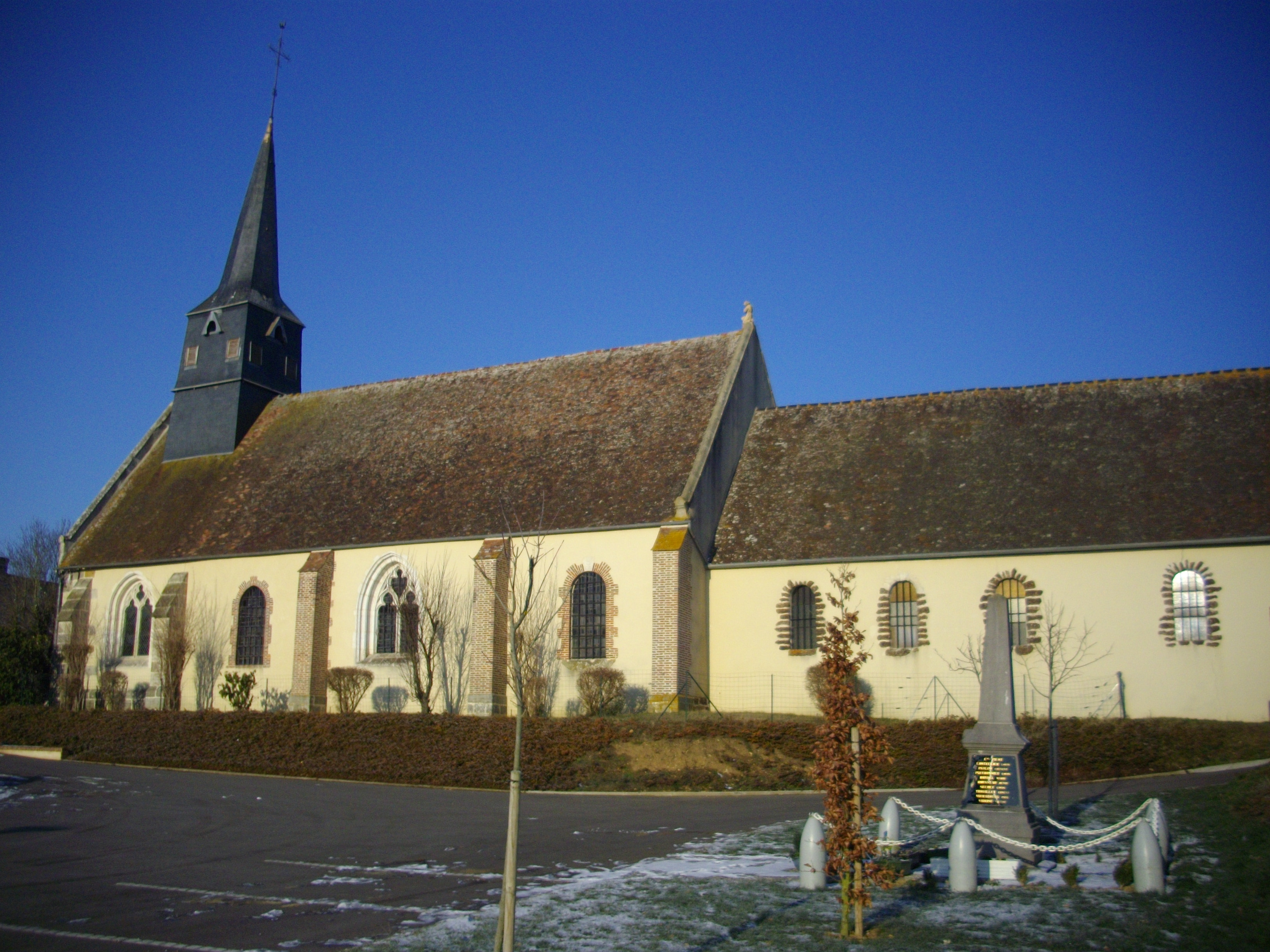
L'église Saint-Martin.
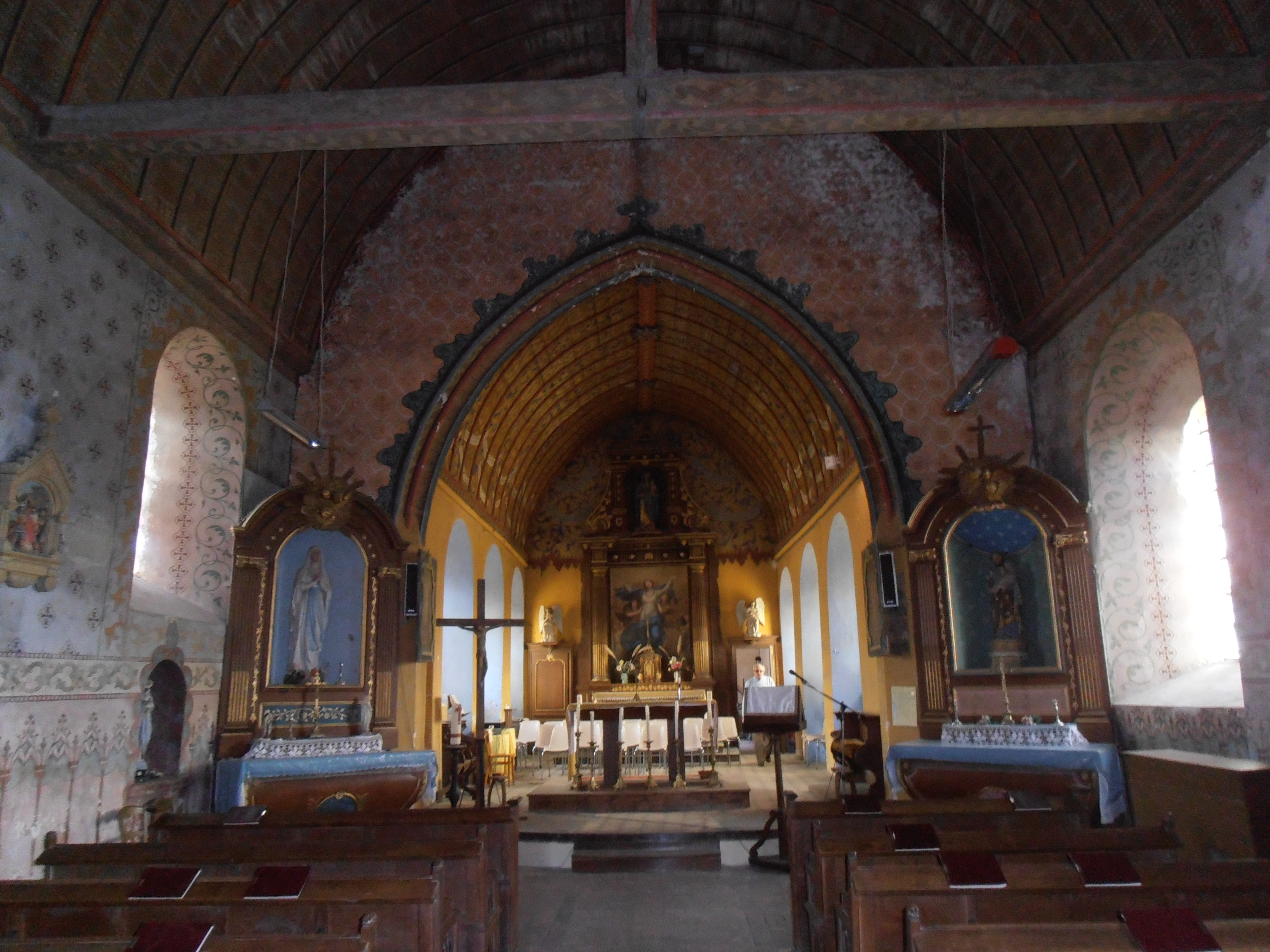
L'intérieur de l'église Saint-Martin.
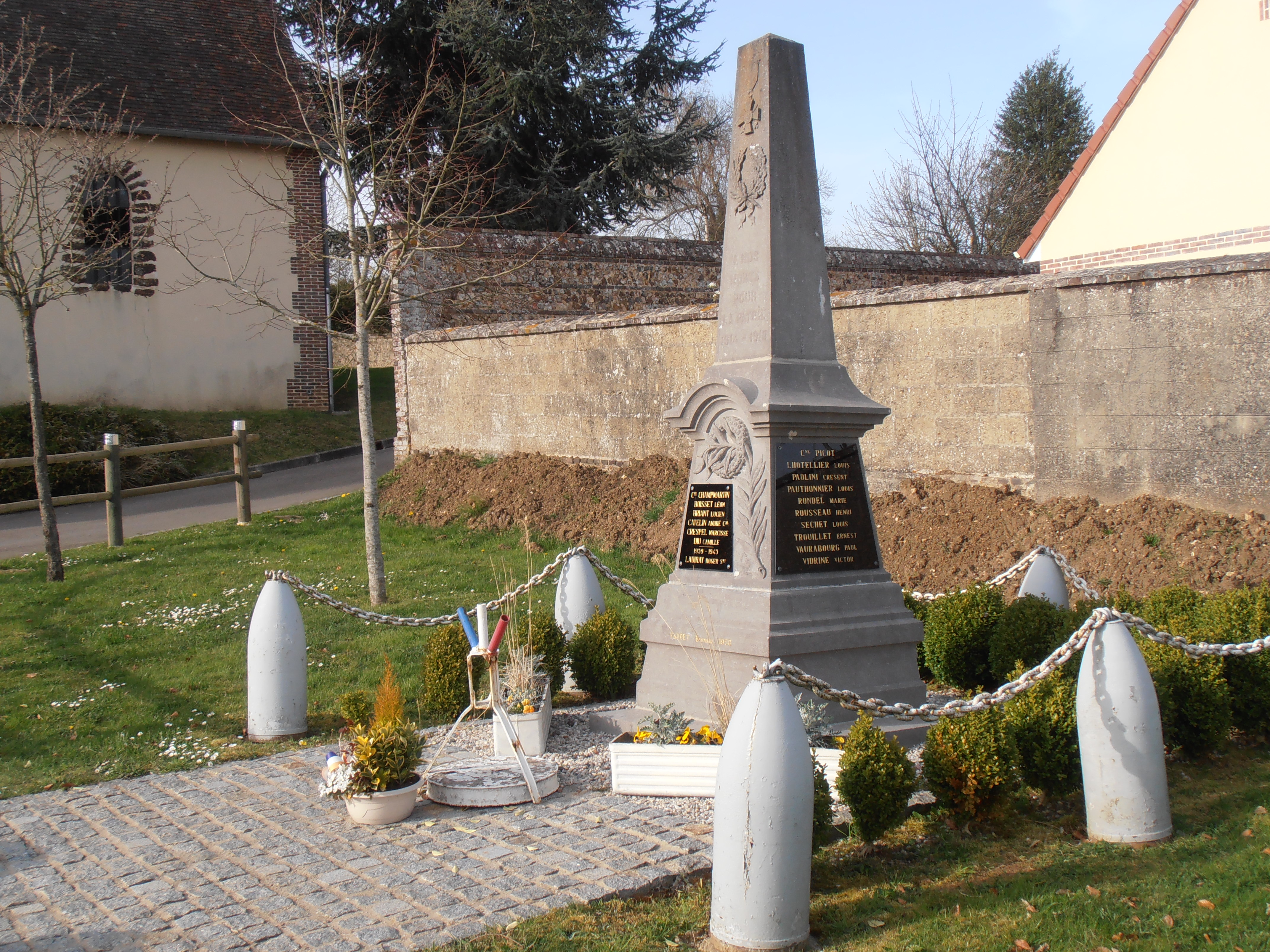
Le monument aux morts près de l'église.
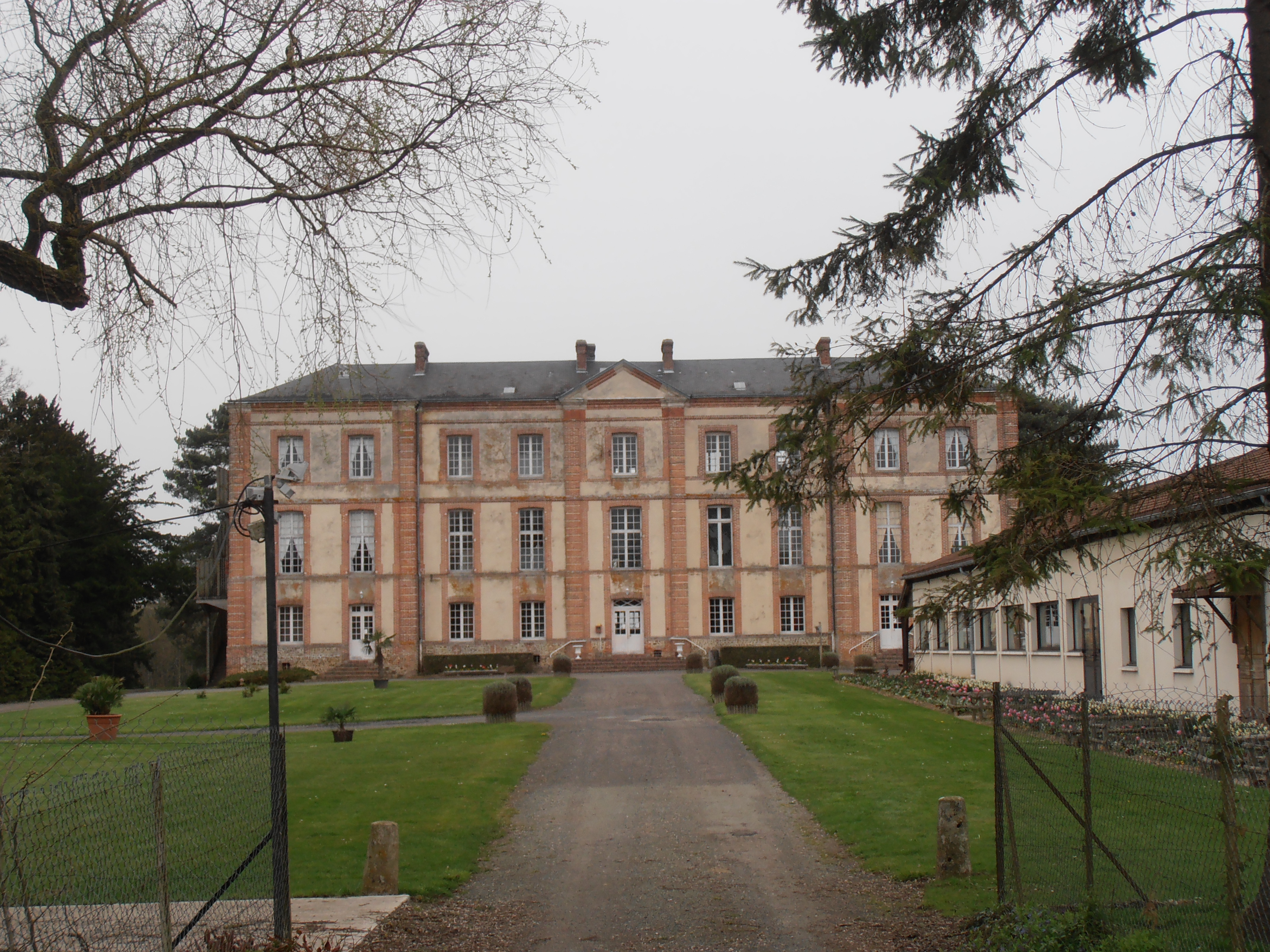
Le château du Mesnil.
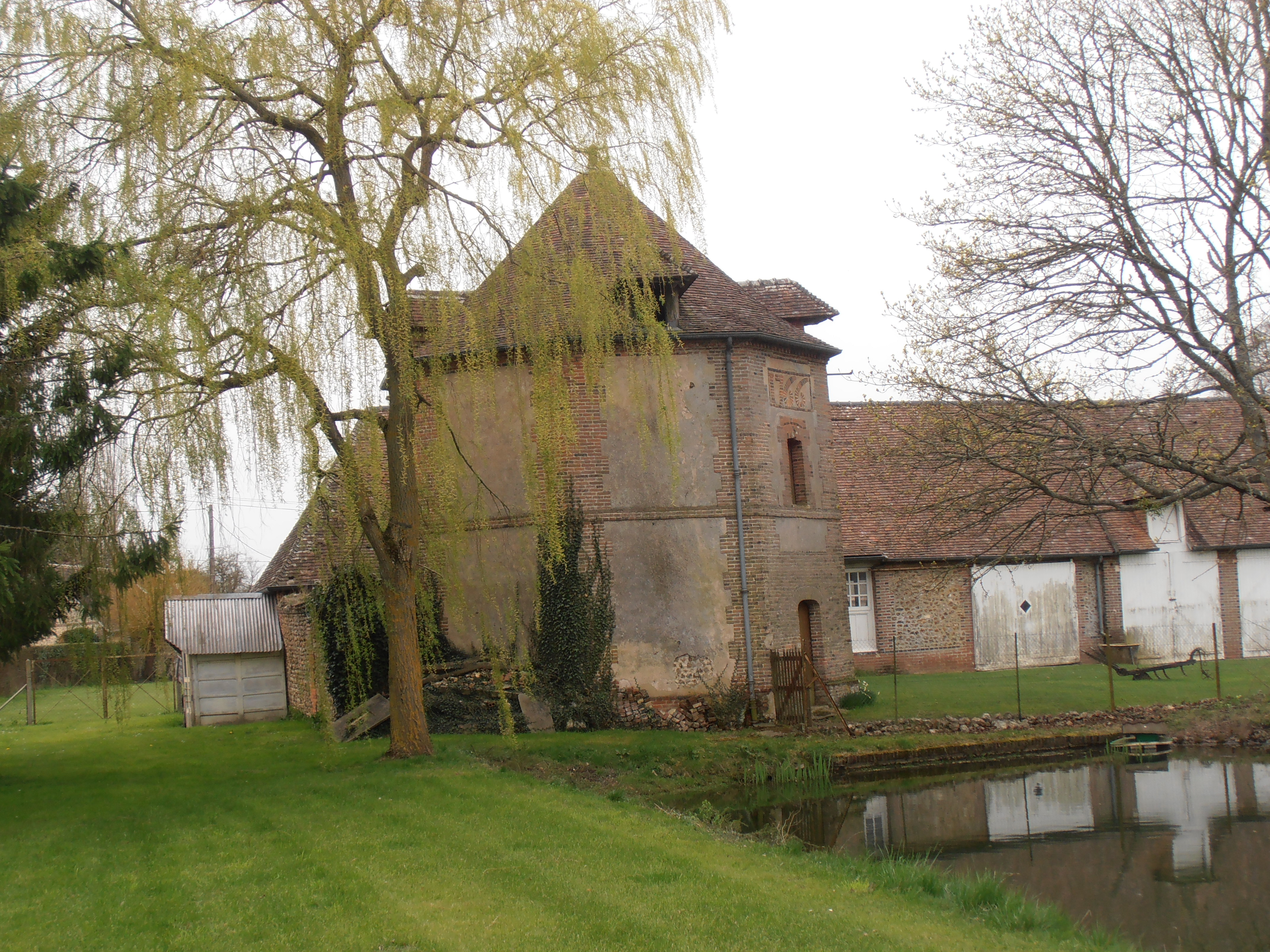
Tour de 1766 du château du Mesnil.
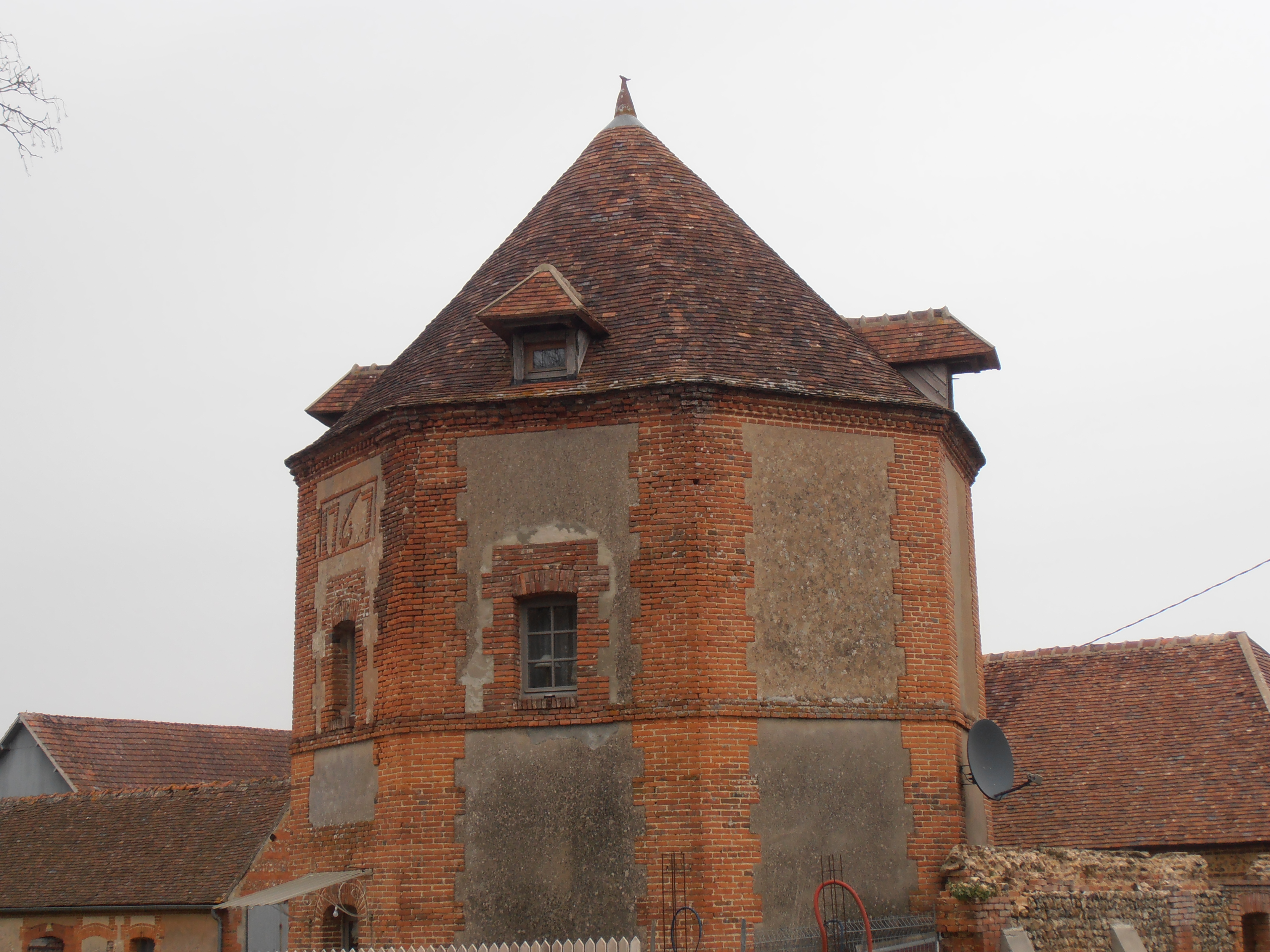
Tour de 1767 du château du Mesnil.

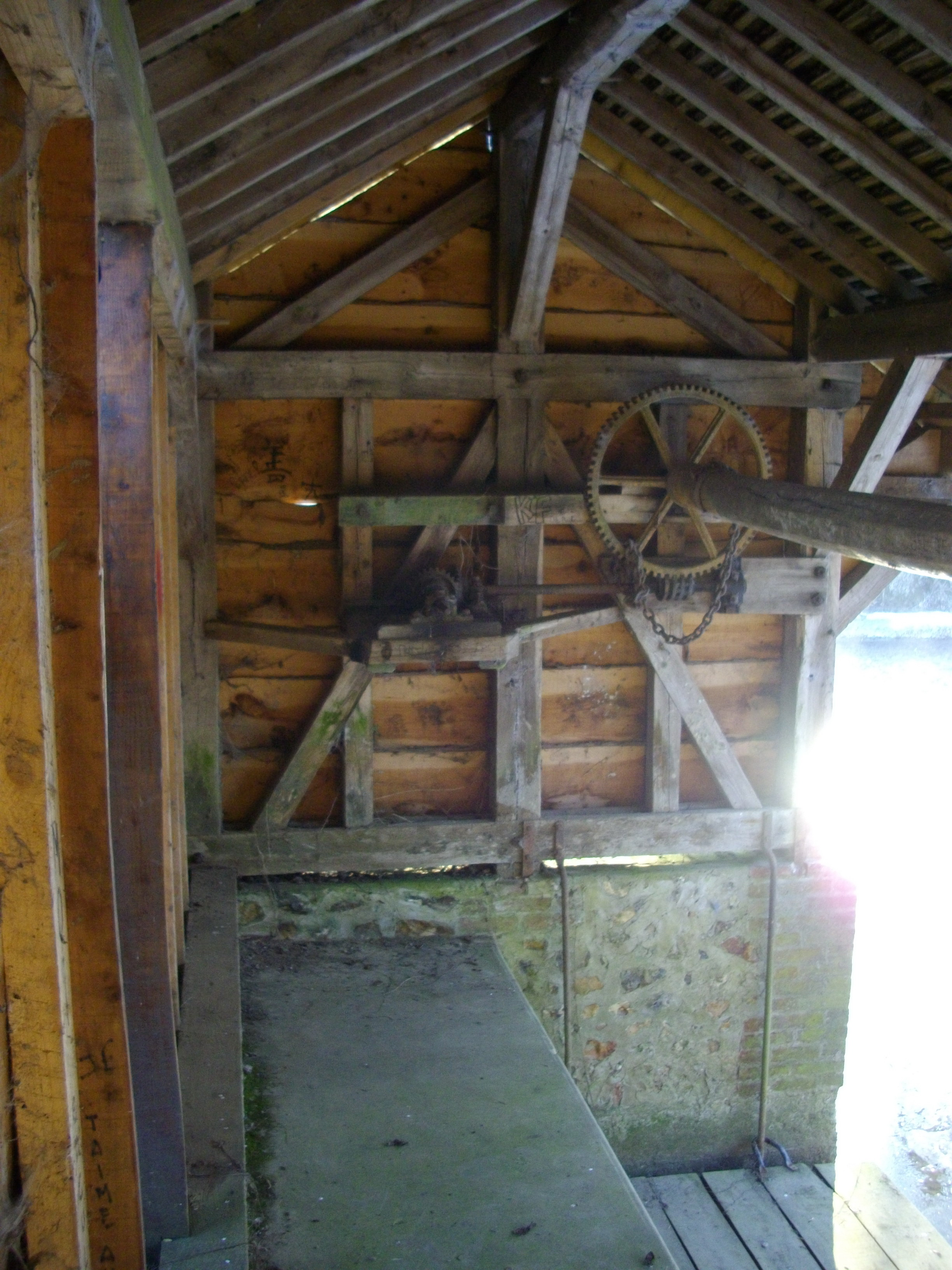
Le mécanisme du lavoir communal.
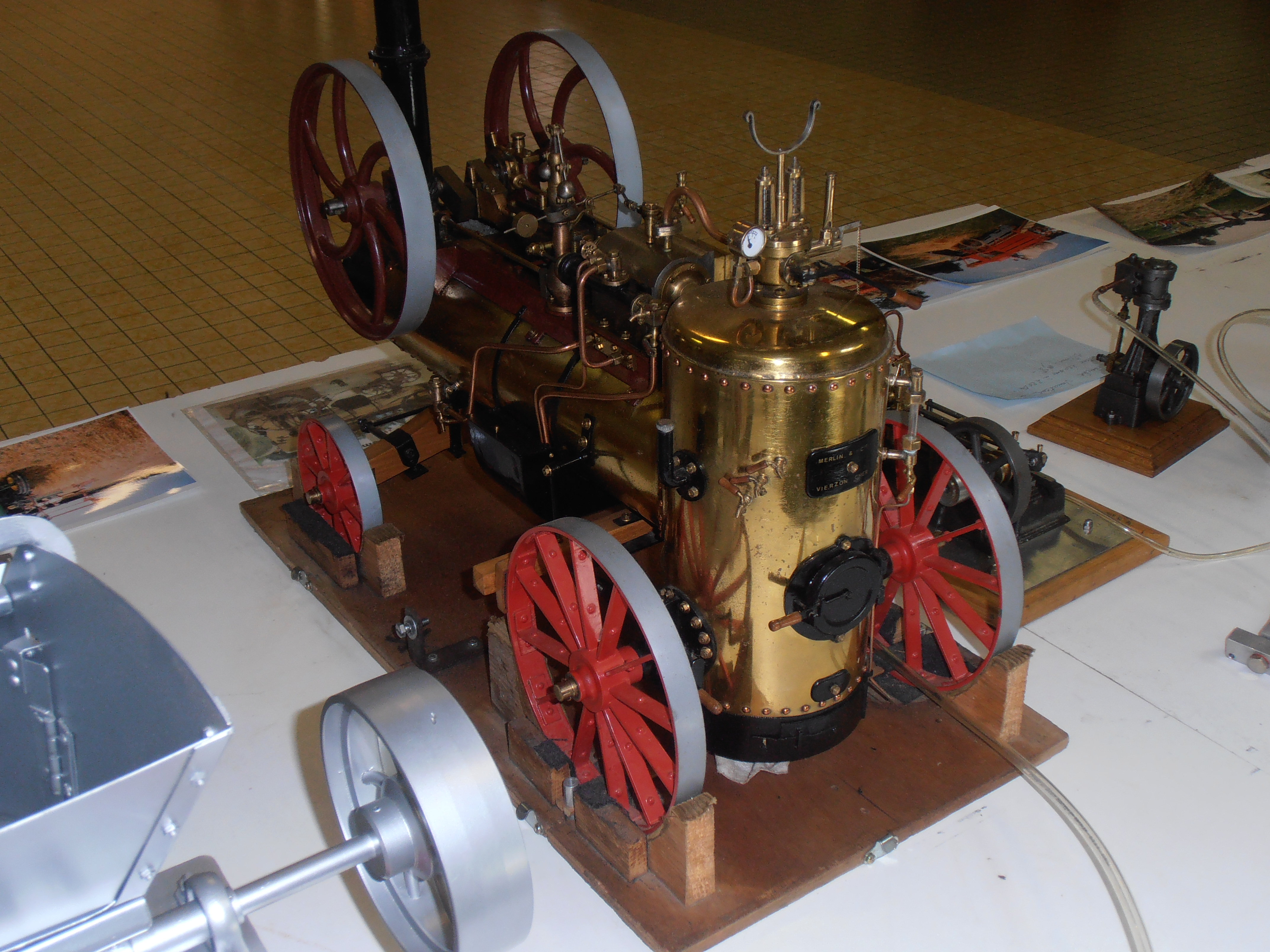
Maquette matériel agricole.
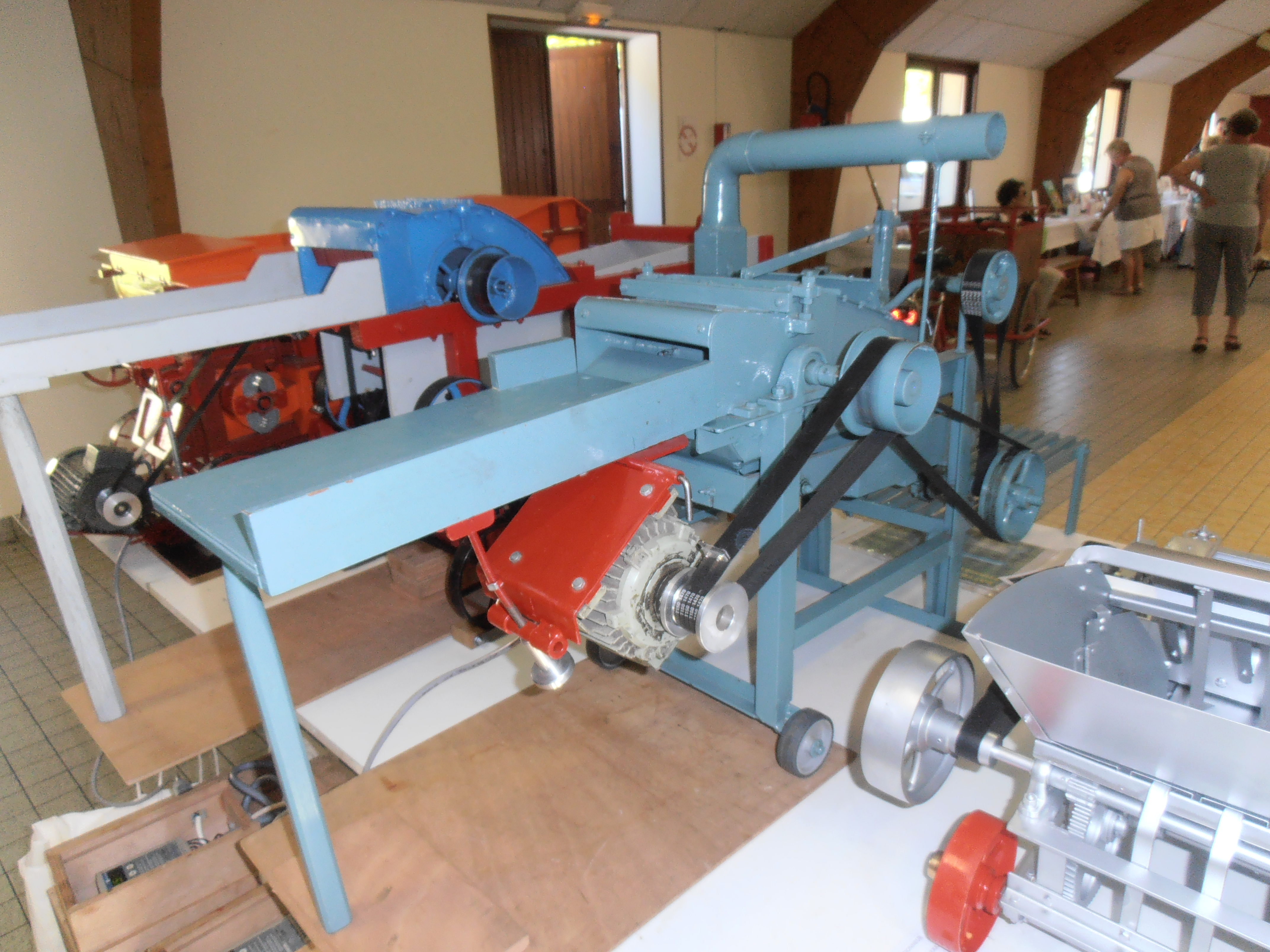
Exposition Maquettes.

## Activité et manifestations
- Fête du ciel à Saint-Martin-d'Écublei[65] : à l'occasion de ce festival de Pyrotechnie, Faï a présenté son spectacle de feu[66].
- Fête du village du 7 juin 2015, avec sa brocante, à l'occasion de laquelle des maquettes de matériel agricole ont été présentées dans la salle des fêtes.

## Personnalités liées à la commune
- Émile Picot (13/09/1844-24/09/1918), membre libre de l’Académie des inscriptions et belles-lettres en 1897[67],[68], est un linguiste renommé, philosophe érudit, historien, bibliographe et bibliophile.

Il a par exemple traduit et annoté l'œuvre d'un chroniqueur moldave sous le titre «Chronique de Moldavie : depuis le milieu du XIVe siècle jusqu'à l'an 1594 de Grigore Ureche», publiée par l'Institut national des langues et civilisations orientales (éditeur Leroux, Paris, 1878).
Il a également collaboré avec Kristoffer Nyrop, au «Nouveau recueil de farces françaises des XVe et XVIe siècles» (Paris 1880, Genève 1968). En 1907, il publie «Les Français italianisants au XVIe siècle» (Paris, Honoré Champion).
Il s'est rendu acquéreur du château du Mesnil en 1905 et fut maire de la commune où il décéda à l'âge de 74 ans.
- L’abbé Duval, qui a été écarté de ses fonctions en novembre 1791, du fait qu’il n’avait pas voulu reconnaître l’évêque constitutionnel du département, est décédé en 1826 et a été inhumé au cimetière de la paroisse.
- Famille Girard de la Chaise[69].
- Famille Bérault[70].